# Rhopalomeces fuscipes
Rhopalomeces fuscipes là một loài bọ cánh cứng trong họ Cerambycidae.